# Diego Hidalgo Durán
Diego Hidalgo y Durán (Los Santos de Maimona, 1886-Madrid, 1961) fue un notario y político español, que fue nombrado ministro de la Guerra durante la Segunda República.

## Biografía
Nació en la localidad pacense de Los Santos de Maimona en 1886, en una familia de ascendencia aristocrática, aunque de escasos recursos. Licenciado en Derecho, en 1911 obtuvo por oposición la notaría del pueblo zamorano de Moraleja del Vino. En 1918 se trasladó a Madrid, como miembro del Partido Republicano Radical fue elegido diputado a Cortes por la circunscripción de Badajoz en las elecciones de 1931 y 1933. El 11 de febrero de 1933 participó en la fundación de la Asociación de Amigos de la Unión Soviética.

### Ministro de la Guerra
Diputado por la provincia de Badajoz fue el primer miembro del Partido Republicano Radical que ocupó la cartera de ministro de la Guerra de España entre el 23 de enero y el 16 de noviembre de 1934 en los sucesivos gabinetes que presidieron Alejandro Lerroux y Ricardo Samper. Sin ser experto en asuntos militares, Hidalgo tomó en serio su responsabilidad, con el apoyo de su jefe Alejandro Lerroux, cuyas aspiraciones al ministerio quedaron frustradas en dos ocasiones, debido a la oposición de Alcalá Zamora.
Ante las reivindicaciones de la Unión Militar Española se esforzó por calmar los ánimos. Así el 20 de abril de 1934, las Cortes, con oposición del Presidente de la República, aprobaron una ley de amnistía para oficiales procesados por el Tribunal de Responsabilidades Políticas, así como la incorporación de oficiales que habían pasado a la reserva con la ley de 9 de marzo de 1932. Para evitar la preocupación por la consiguiente adición de más nombres a las ya atestadas escalas decretó que su reincorporación no alteraría los turnos de ascensos, y ofreció a los amnistiados la opción de retirarse o pasar a le reserva con paga completa. En este contexto cabe mencionar que ascendió al general Francisco Franco a general de división.

### Revolución de 1934
Desde agosto de 1932 los socialistas intentaron atraerse el apoyo de las clases de tropa para sus fines revolucionarios, motivo de alarma para el ministro radical, quien decretó el 19 de julio la prohibición de toda actividad política para el personal militar.
Como titular de dicha cartera fue el encargado de sofocar la insurrección asturiana de octubre de 1934, para lo que contó con el general Franco como asesor personal. La desconfianza del ministro hacia los generales Domingo Batet y Eduardo López Ochoa hizo posible el nombramiento de Franco como jefe de las operaciones militares contrarrevolucionarias.

### Dimisión
En sesión parlamentaria los días 7 y 8 de noviembre sufrió el ataque de los monárquicos por la imprevisión ante la intentona de octubre, planteando un velado voto de censura al gobierno. Aunque el gobierno logra superar el trance, Alejandro Lerroux, aconsejado por José María Gil Robles, Hidalgo fue forzado junto con Ricardo Samper, los ministros más criticados. Tal solución disgustó a los radicales y levantó fuertes resquemores entre ellos y la CEDA.

## Guerra Civil
Al estallar la Guerra Civil y tras muchas peripecias, consiguió salvar su vida refugiándose en París donde permaneció hasta el final de la guerra, tras la cual volvió a España. Un periodista estadounidense, corresponsal de guerra para la agencia Associated Press consiguió entrevistarlo en su escondite:

Todos los que tomaron parte en la represión, y que la presente guerra sorprendió en el territorio del gobierno, han sido víctimas de la venganza de quienes habían concentrado en ellos su odio. Pero Diego Hidalgo, que hubiera sido su trofeo mas preciado, todavía estaba vivo y en libertad cuando yo abandoné España.

## Regreso a España
Durante su exilio francés, se casó con Gerda Schnur, una intelectual alemana de origen judío. Regresó a Madrid, donde tuvieron un hijo, Diego Hidalgo Schnur. Volvió a ejercer como notario y publicó distintas obras entre las cuales destaca su Nueva York: impresiones de un español del siglo XIX que no sabe inglés.

## Escritos
- Un notario español en Rusia, 1929.
- ¿Por qué fui lanzado del Ministerio de la Guerra?: diez meses de actuación ministerial, 1934.
- José Antonio de Saravia: de estudiante extremeño a general de los ejércitos del Zar, 1936.
- Nueva York: impresiones de un español del siglo XIX que no sabe inglés, 1947.